# Arundinaria racemosa
Arundinaria racemosa är en gräsart som beskrevs av William Munro. Arundinaria racemosa ingår i släktet Arundinaria och familjen gräs. Inga underarter finns listade i Catalogue of Life.